# Balingoan
Balingoan è una municipalità di quinta classe delle Filippine, situata nella Provincia di Misamis Oriental, nella Regione del Mindanao Settentrionale.
Balingoan è formata da 9 baranggay:
- Baukbauk Pob. (G.E. Antonino)
- Dahilig
- Kabangasan
- Kabulakan
- Kauswagan
- Lapinig (Pob.)
- Mantangale
- Mapua
- San Alonzo